# Adelina Zaguidúlina
Adelina Rustémovna Zaguidúlina –en ruso, Аделина Рустемовна Загидуллина– (Ufá, 13 de enero de 1993) es una deportista rusa que compite en esgrima, especialista en la modalidad de florete.
Participó en los Juegos Olímpicos de Tokio 2020, obteniendo una medalla de oro en la prueba por equipos (junto con Inna Deriglazova, Larisa Korobeinikova y Marta Martianova). En los Juegos Europeos de Bakú 2015 obtuvo dos medallas, oro en la prueba por equipos y bronce en la individual.
Ganó tres medallas en el Campeonato Mundial de Esgrima, entre los años 2016 y 2019, y tres medallas en el Campeonato Europeo de Esgrima entre los años 2016 y 2019.

## Palmarés internacional
| Juegos Olímpicos   | Juegos Olímpicos        | Juegos Olímpicos  | Juegos Olímpicos    |
| Año                | Lugar                   | Medalla           | Prueba              |
| ------------------ | ----------------------- | ----------------- | ------------------- |
| 2020               | Tokio (Japón)           | Medalla de oro    | Florete por equipos |
| Campeonato Mundial |                         |                   |                     |
| Año                | Lugar                   | Medalla           | Prueba              |
| 2016               | Río de Janeiro (Brasil) | Medalla de oro    | Florete por equipos |
| 2017               | Leipzig (Alemania)      | Medalla de bronce | Florete por equipos |
| 2019               | Budapest (Hungría)      | Medalla de oro    | Florete por equipos |
| Juegos Europeos    |                         |                   |                     |
| Año                | Lugar                   | Medalla           | Prueba              |
| 2015               | Bakú (Azerbaiyán)       | Medalla de oro    | Florete por equipos |
| 2015               | Bakú (Azerbaiyán)       | Medalla de bronce | Florete individual  |
| Campeonato Europeo |                         |                   |                     |
| Año                | Lugar                   | Medalla           | Prueba              |
| 2016               | Toruń (Polonia)         | Medalla de oro    | Florete por equipos |
| 2017               | Tiflis (Georgia)        | Medalla de plata  | Florete por equipos |
| 2019               | Düsseldorf (Alemania)   | Medalla de oro    | Florete por equipos |